# Scotopteryx kashghara
Scotopteryx kashghara là một loài bướm đêm trong họ Geometridae.